# Listel (héraldique)
Un listel, ou liston, est en héraldique un ruban ou un bandeau sur lequel on écrit la devise et/ou le cri de guerre.
C'est un ornement extérieur de l'écu : il peut être placé en dessous (c'est le cas le plus fréquent), au-dessus, ou entourer l'écu à la manière d'un collier.

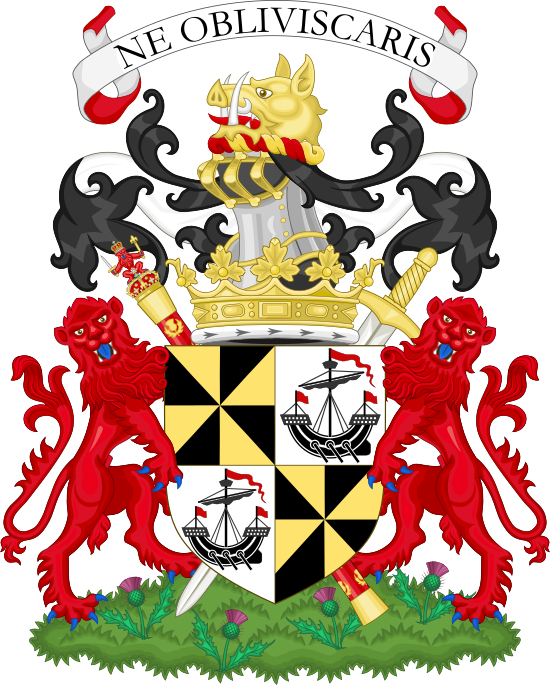
Armes du duc d'Argyll, Écosse, avec la devise Ne obliviscaris sur le listel.
Armes des souverains britanniques.
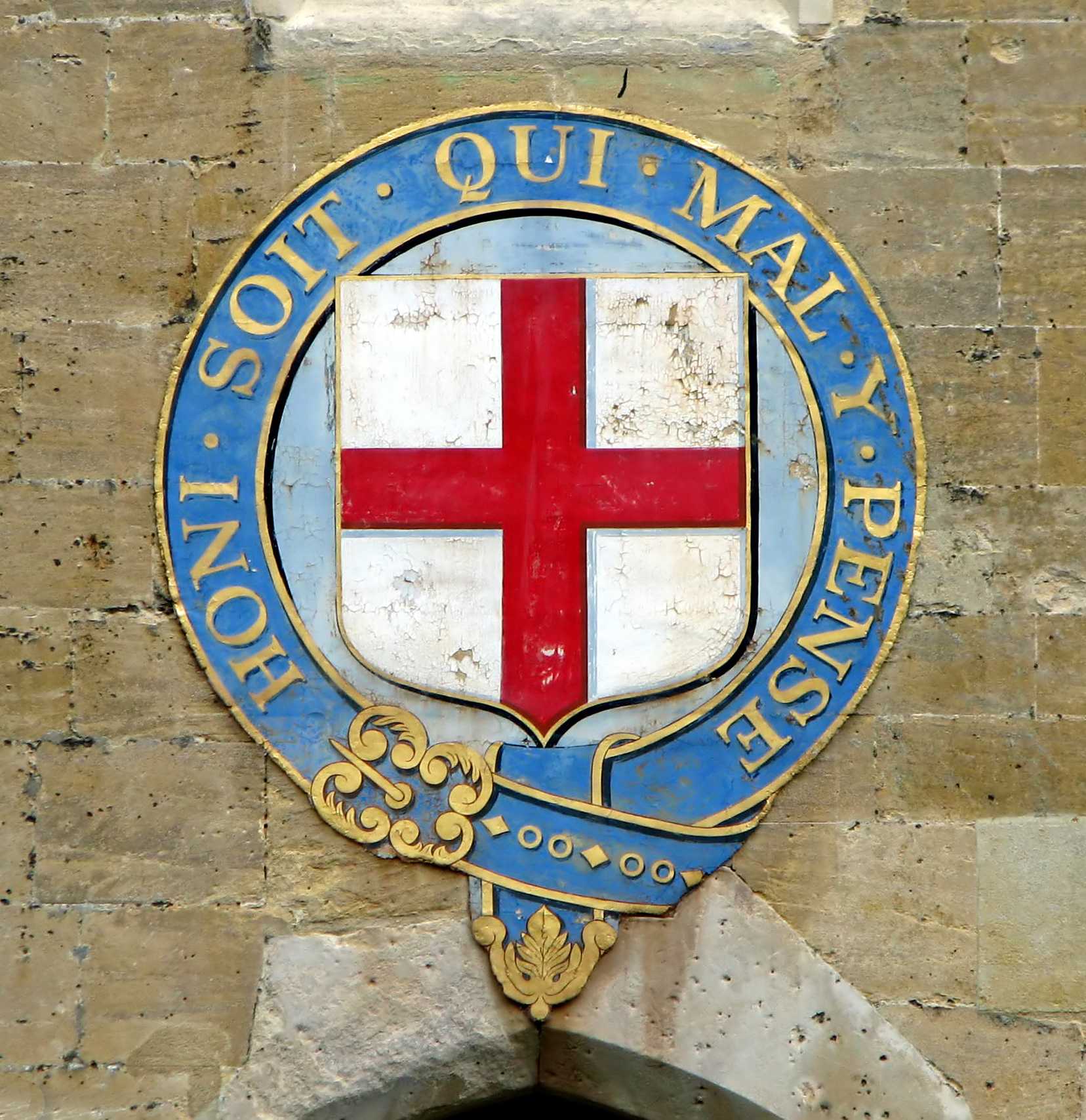
Armes de l'ordre de la Jarretière.
Armes de la maison de Belgique.
Armes de la maison de Saxe-Cobourg et Gotha en Bulgarie.
Armes du clan Cameron.

Le terme est aussi utilisé pour désigner une pièce de l'écu que l'on appelle plus généralement bordure, considérée comme une pièce honorable.